# Evelyn Nelson (matemática)
Evelyn Merle Nelson (Hamilton, 25 de noviembre de 1943 – 1 de agosto de 1987), fue una matemática canadiense. Nelson realizó contribuciones al área del álgebra universal con aplicaciones a la informática teórica. A ella, junto a Cecilia Krieger, se le debe el nombre del Premio Krieger-Nelson, otorgado por la Sociedad Canadiense de Matemáticas a investigaciones sobresalientes realizadas por matemáticas.

## Trayectoria
Nelson nació el 25 de noviembre de 1943 en Hamilton, Ontario, Canadá. Sus padres fueron inmigrantes rusos en la década de 1920. Nelson estudió en la Westdale Secondary School en Hamilton.
Después de pasar dos años en la Universidad de Toronto, Nelson regresó a Hamilton para estudiar en la Universidad McMaster. Se licenció en Matemáticas en 1965, terminando su maestría en Matemáticas en McMaster en 1967. Logró que su trabajo de tesis se publicara en el Canadian Journal of Mathematics, también en 1967. El artículo se titulaba "Finitud de semigrupos de operadores en álgebra universal".
Nelson completó su doctorado en 1970. Su tesis se tituló "La red de clases ecuacionales de semigrupos conmutativos", y las ideas también formaron un artículo publicado en el Canadian Journal of Mathematics.
Tras terminar su doctorado, Nelson continuó en la Universidad McMaster. Primero trabajó como investigadora postdoctoral, luego como investigadora asociada y en 1978 fue nombrada profesora asociada. Nelson, que ocupó el cargo de jefa de la Unidad de Ciencias de la Computación en McMaster desde 1982 hasta 1984, se convirtió en catedrática en 1983.
El historial docente de Nelson fue, según sus colegas, invariablemente del más alto nivel. Sin embargo, antes de obtener un puesto docente en McMaster, los prejuicios contra ella generaron dudas sobre su capacidad docente.
Nelson publicó más de 40 artículos durante sus 20 años de carrera. Falleció de cáncer en 1987.

## Reconocimientos
A ella se debe, junto a Cecilia Krieger, el nombre del Premio Krieger-Nelson, que se otorga a una matemática en reconocimiento a sus logros. El Departamento de Matemáticas de la Universidad McMaster organiza anualmente unas jornadas de conferencias, The Evelyn Nelson Lectures, que se llevan a cabo desde 1991.

## Publicaciones
- Nelson, Evelyn (January 1983). «Iterative algebras». Theoretical Computer Science 25 (1): 67. doi:10.1016/0304-3975(83)90014-2.
- Banaschewski, Bernhard; Nelson, Evelyn (August 1982). «Completions of Partially Ordered Sets». SIAM Journal on Computing 11 (3): 521-528. doi:10.1137/0211041.
- Adamek, Jiri; Nelson, Evelyn; Reiterman, Jan (February 1982). «Tree constructions of free continuous algebras». Journal of Computer and System Sciences 24 (1): 114-146. doi:10.1016/0022-0000(82)90059-9.
- Mekler, Alan H.; Nelson, Evelyn; Shelah, Saharon (March 1993). «A Variety with Solvable, but not Uniformly Solvable, Word Problem». Proceedings of the London Mathematical Society. s3-66 (2): 225-256. arXiv:math/9301203. doi:10.1112/plms/s3-66.2.225.
- Banaschewski, Bernhard; Nelson, Evelyn (1980). «Boolean powers as algebras of continuous functions». Instytut Matematyczny Polskiej Akademi Nauk (en inglés).
- Burris, Stanley; Nelson, Evelyn (September 1971). «Embedding the Dual of Π m in the Lattice of Equational Classes of Commutative Semigroups». Proceedings of the American Mathematical Society 30 (1): 37. doi:10.2307/2038214.
- Society, Canadian Mathematical (1967). «Finiteness of Semigroups of Operators in Universal Algebra». Canadian Journal of Mathematics (en inglés) 19: 764-768. doi:10.4153/cjm-1967-070-8.